# IV Sonata fortepianowa Beethovena

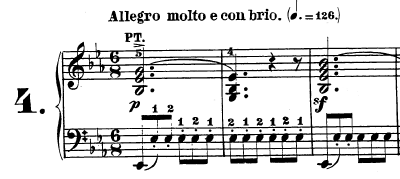
Początek Sonaty op. 7

Sonata fortepianowa nr 4 Es-dur op. 7 Ludwiga van Beethovena została skomponowana w latach 1796–1797 i zadedykowana hrabinie Barbarze von Keglevics. Przez samego kompozytora ochrzczona mianem Grande Sonate (fr. „Wielka sonata”), rozmiarem pozostawia w tyle większość jego dzieł tego gatunku (wykonanie dzieła trwa ok. 28 minut). Uważana jest też często za pierwsze wielkie dzieło Beethovena.

## Części utworu
1. Allegro molto e con brio
2. Largo, con gran espressione
3. Allegro. Minore
4. Rondo. Poco allegretto e grazioso